# 電気の史料館

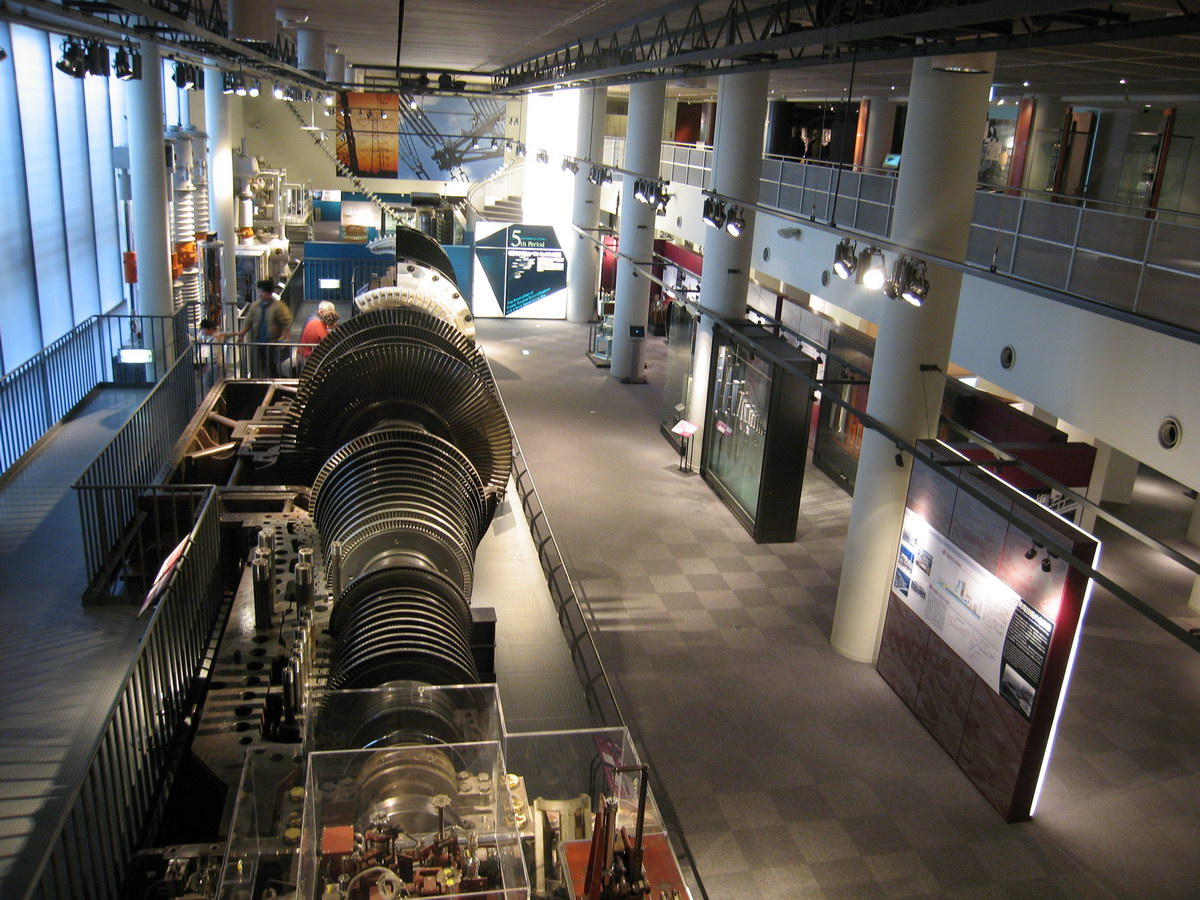
TEPCO電気の史料館館内(右が旧千葉火力発電所1号タービン発電機)

電気の史料館（でんきのしりょうかん）は、神奈川県横浜市鶴見区にある東京電力が運営する電力にまつわる資料の展示を行う科学館（資料館）。
2011年3月11日の東北地方太平洋沖地震（東日本大震災）に伴う福島第一原子力発電所事故による東京電力の広報活動自粛に伴い、同年3月14日以後、「電気の文書館」も含め一時休館中（再開未定）のため一般の来場は団体や学校の社会見学での利用も含め不可となっているが、一部の電気系学校、学院に見学を許されている。電力館やトゥイニー・ヨコハマなど東電ピーアール運営施設は休業のまま2011年5月を以て一斉閉館（廃止）となっているが、当施設の処遇については公表されていない。

## 展示物
庶民の生活用具から、送電線の鉄塔や、発電所のタービンまで様々な電気に関するものが展示されている。
- 皇居正門石橋飾電灯
- トムソン密閉型アーク灯
- エジソン式直流発電機
- デラプレーン・コレクション
- パーソンズ式タービン発電機
- 石川島造船所製三相交流発電機
- 工部大学校製直流発電機
- 信濃川発電所水車発電機
- 日光第一発電所水車発電機
- 日光金谷ホテル自家発電設備
- 塔ノ沢線37号鉄塔
- 鬼怒川線865号鉄塔(バンザイ鉄塔)
- 特別高圧変圧器（未来技術遺産指定）
- 旭変電所同期調相機
- 電力用マンホール
- 送電用保守用具
- 煉瓦マンホール
- 再生碍子
- 電気自動車(1907年米Baker Electric社製)
- 戦前製ラジオ
- 三種の神器(テレビ、洗濯機、冷蔵庫)
- 文化塔
- 配電用保守用具
- 麹町電灯局配電盤
- 保護リレー各種
- 電力線搬送電話
- 旧千葉火力発電所1号タービン発電機(未来技術遺産指定）
- 出力別タービンプレート
- HK式ビトー管流量測定装置
- 国産発電用1号ガスタービン
- バーナー各種
- 500kV用V吊型懸垂碍子装置
- 西堀変電所72kVガス絶縁開閉装置(GIS)
- 葛野川発電所試験用模型ポンプ水車ランナ
- シカゴ・バイル1号(CP-1)黒鉛減速材
- インターナルポンプ

など

## 開館時間
- 9:30～17:30(入館は17:00まで)

## 隣接施設
- 電気の文書館 - 電気・電力に関する文献・映像約4万点を収蔵。(要予約)

## 休館日
- 毎週月曜日（祝日の場合は翌日）
- 年末年始

## アクセス
- 南武線尻手駅から徒歩約20分。
- 川崎駅から無料シャトルバスで約15分（上記の理由により現在運行中止）。
- 尻手駅・川崎駅西口から川崎鶴見臨港バスで「江ヶ崎八幡」（川54・川55系統）、「電気の史料館入口」（川51・川53・川57系統）両停留場下車徒歩5分。
- 鶴見駅東口から川崎鶴見臨港バス鶴11系統で「東電研究所前」下車。

## その他
電気の史料館の土地は1992年まで京南変電所という変電所が設置されていた。現在変電設備は地下にある。当時使用されていた空気遮断器が博物館入り口付近に展示されている。